# Saint-Jean-d'Ardières
Saint-Jean-d'Ardières là một xã thuộc tỉnh Rhône trong vùng Auvergne-Rhône-Alpes phía đông nước Pháp. Xã này nằm ở khu vực có độ cao trung bình 190 mét trên mực nước biển.